# Никозия
 Тази статия е за кипърската столица.  За италианския град в Сицилия вижте Никозия (Италия).  
Никозия (на гръцки: Λευκωσία, Лефкосия; на турски: Lefkoşa, Лефкоша) е най-големият град на остров Кипър, столицата на Република Кипър и на частично признатата Севернокипърска турска република. Населението на града през 2012 година е 276 410 души. Градът е разположен на река Педиео (Πεδιαίο). Така наречената „Зелена линия“, демилитаризирана зона, поддържана от ООН, го разделя на две различни по големина части. Южна Никозия е столица на Република Кипър с гръцко население, а Северна Никозия – на Севернокипърската турска република с турско население. Това го прави последната разделена столица в света. Никозия е търговски и промишлен център – готови облекла, кожарство, керамика и други. Ядрото на града, затворено от Венецианските стени, включва изобилие от музеи, древни църкви и средновековни сгради. Частта, развита извън стените е превърната в модерна среда за живеене, бизнес и културен център.

## Наименования
През дългото си съществуване островът, а заедно с него и Никозия, са владяни от различни държави с различно ниво на развитие и култура. Поради това градът на няколко пъти е получавал съвсем нови имена.
- най-древно име – Ледра
- управление на Птолемеите (4 век пр.н.е.) – Лефкотея, Лефкон, Лефкотеон
- проникване и разпространение на християнството, което започва през 4 век – Лефкосия или Ледри
- завземане от Византия през 965 година – Калиникисис
- при ромейския император Константин VII Багренородни – Кермия
- при идването на династия Лузинян – Никозия

## История

### Античност
Историята на града започва от времето, когато долината Месаория и Никозия са единствените територии в Кипър, населени още през халколита. Това, което прави града уникален през Бронзовата епоха в сравнение с други населени места е фактът, че той продължава да процъфтява, докато много от останалите са престанали да съществуват. Градът е много стар, едно от дванадесетте царства на древния Кипър, основан от ахейците след края на Троянската война. Следи от него, датиращи от праисторически времена, са били открити в некропола „Агия Параскеви“, разположен на южните склонове на Никозия. Те доказват, че тук е съществувало население още през 16 век пр.н.е. В други части на Никозия са намерени руините на сгради и древни гробници от праисторически времена, елинистическата, римската, византийската епоха и по-късни периоди.
През 9-8 век преди новата ера на мястото на днешна Никозия се формира древногръцкият град-държава Ледра. По-късно той е напълно разрушен от локални войни и земетресения. В периода 325 – 358 г. пр.н.е. върху руините на древна Ледра възниква ново селище, наречено Лефкон, по името на сина на Птолемей I. С течение на времето то се трансформира на Лефкосия.
През първото хилядолетие преди новата ера, когато на острова започват да се обособяват градове-държави, Никозия не може да се похвали нито с тяхната сила, нито с просперитета им, тъй като повечето са разположени главно по крайбрежието, което благоприятства по-бързото им разрастване. За първи път градът-държава Ледра (Λήδρα) се споменава през 672 г. пр.н.е., когато е управляван от крал Онасагорас. Той е девети в списъка на царствата, които плащат данъци на асирийския владетел. Ледра остава политически подчинен на силните близки държави до римския период, преминавайки последователно в ръцете на египтяни, перси и македонски наследници на Александър Велики. През тези векове Никозия е просто само едно малко градче. Това продължава до разпадането на градовете-държави, когато през 3 век пр.н.е. островът попада под управлението на Птолемеите, владетели на Египет. Тогава градът започва активно да използва природните си ресурси и географското си положение в центъра на острова.
Никозия, която по времето на Птолемеите е наричана Лефкотея, става известна като Лефкосия или Ледри през 4 век, началото на проникване на християнството на острова, когато градът все още е малък. През Римската епоха и до това време Ледра остава малко селище. Въпреки това градът е посочен като епископско седалище. През 348 година негов първи епископ става Трифилиос, който по-късно е канонизиран. Според традицията, той е ученик на Свети Спиридон, епископ на Тремитус.
Между 647 и 965 година Кипър е подложен на многократни нападения от арабите и киликийските пирати. Голяма част от населението на крайбрежните райони, спасявайки се от грабежи и опустошителни набези, се преселва в централните зони на острова, главно в Никозия.
През същия век Никозия става административен център и столица на Кипър. След завладяването на острова от Ричард Лъвското сърце през 1191 година и впоследствие продаването му на феодалната династия Лузинян, градът става столица на Франкското кралство на острова и остава такава до 1489 година. Продължава да бъде столица по време на венецианското нашествие (1489 – 1570), при османското владичество (1570 – 1878) и в периода на британска окупация (1878 – 1960). През август 1960 година Никозия е приета и за столица на свободната Кипърска република.

### Византийски период (965 – 1191)
През около 965 година, когато Кипър се присъединява към Византийската империя, градът е наречен Калиникисис, което име може да се прочете в някои жития като тези на Свети Трифилиос и Свети Спиридон. В някои църковни документи се среща и като Градът на белите богове. Император Константин VII Багренородни го нарича Кермия или Лефкосия.
През 10 век в града е изграден замък, който става седалище на византийския управител на Кипър. Някои автори и историци твърдят, че по това време Никозия е била заобиколена от крепостна стена, въпреки че това никога не е било потвърждавано от археологическите проучвания. Последният негов управител от този период е Исак Комнин, който се самопровъзгласява за император на острова и го управлява от 1183 до 1191 година.

### Рицарите тамплиери (1191 – 1192)
През 12 век Ричард Лъвското сърце е един от водачите на Третия кръстоносен поход. Когато флотът му е на път към Светите земи, един от корабите се отклонява и акостира в Лимасол. На него е годеницата му Беренгария от Кралство Навара, която е пленена от Исак Комнин, известен с омразата си към латинците. В отговор на това кралят стоварва войските си на острова, които плячкосват всичко по пътя си и на финала обсаждат Никозия. Ричард I разбива Исак Комнин при Треметусия, село, намиращо се по средата между Никозия и Фамагуста. Кипърският владетел е пленен и с това византийското управление на острова приключва.
Завземането на Кипър от Ричард Лъвското сърце и рицарите кръстоносци през 1191 година полага началото на важен период в историята на острова и утвърждава Никозия като негов главен град. След кратко управление английският крал го продава на рицарите тамплиери, за 100 000 златни византиона.
Тамплиерите установяват ръководството на управлението си във византийския замък. Тяхното господство обаче е прекалено репресивно и на Великден, на 11 април 1192, жителите на Никозия въстават и водят тежка битка с рицарите. Те успяват да прогонят тамплиерите извън града, които от своя страна, разрушават замъка почти до основи. Малко след това орденът препродава острова на франкската фамилия Лузинян и новите собственици основават средновековното Кипърско кралство със столица Никозия.

### Владение на франките (1192 – 1489)
Ги дьо Лузинян умира две години по-късно, след като е успял да създаде и управлява първата френска територия в Близкия изток. За да затвърди позициите си в Кипър, брат му Амори дьо Лузинян, негов наследник, кани голям брой французи и други европейци да се заселят на острова. Така в страната пристигат много благородници, търговци, кръстоносци и авантюристи от Франция, Йерусалим, Триполи, Антиохия, кралство Армения и други. Лузинян поделя земята между благородниците и Никозия е обявена за столица на кралството. Първенците и кралете на Кипър живеят в града, а новата общност е създадена от френски рицари и аристократи с нови закони и институции. Кралят налага сурова феодална система и по-голямата част от кипърците получават статута на крепостни селяни. В Никозия се приемат същите закони и правила като съществуващите в Йерусалим.
По време на управлението на Лузиняните в Никозия са построени много дворци, имения, църкви и манастири. След разрушаването на Саламин и Фамагуста от арабите през 647 година, архиепископът получава разрешение от папата да се премести в Никозия. По този начин, градът още един път се утвърждава като столица на кралството. Римокатолическата църква се организира и с цел да наложи своята власт над жителите на острова изгражда прекрасни готически църкви и голяма катедрала, запазени и до днес. Така градът става главно седалище на Латинската църква в Кипър.
По това време Никозия има периметър от 15 km и е украсена с красиви, големи сгради, включително дворци, църкви и първия замък на Лузиняните, построен през 1211 година от крал Анри I. На печатите на краля и неговата майка, замъкът е изобразен с една или две кули и надписа „Civitas Nicosie“. През 1368 година, по време на управлението на Петър I, е издигната нова, висока кула, наречена Маргарита, а до нея е построена църквата „Misericordia“. В подземната част е организиран затвор, който също се нарича Маргарита. По-късно, Петър II разрушава кулата във връзка с укрепването на града. Посетители от тази епоха са изумени от градините с техните лимонови дървета, лозя, нарове и палми. Никозия е осеяна с широки и тесни улици, площади и дворци, както и с много пазари. Лузиняните издигат нови защитни стени около града, в които са оставени доста врати. Сред тях са Портата на Свети Андрей, на Света Параскева, Арменската порта, Пафоската порта и други.
Следващите години са изключително трудни за населението. Тогава започва и завършва войната с генуезците (1373 – 1374), а около 50 години след това – и с мамелюците (1424). През 1374 Никозия е окупирана и ограбена от генуезците, а през 1426 е завзета и отново ограбена от мамелюците на Египет. Кипър е нападнат от рояци скакалци, а малко по-късно е ударен тежко от чумата. Важен момент в този период е появата на Елена Палеологина, дъщеря на Теодор II Палеолог, деспот на Морея. Първата гръцка кралица на Кипър е жена със силна индивидуалност. Тя фаворизира Православната църква и гръцката култура и православието на острова получава стимул за развитие по време на нейното управление.
През 1468 година крал на Кипър става Жак II Лузинян и избира за своя съпруга и кралица венецианката Катерина Корнаро. Този избор носи на Венецианската република някои търговски и други привилегии в страната. През 1473, когато Катерина е вече бременна, след внезапно заболяване Жак II умира и в завещанието си определя кралицата за регент на бъдещото им дете. Няколко месеца по-късно се ражда синът им Жак III, който също умира, преди да е навършил една година. Катерина Корнаро управлява Кипърското кралство близо 15 години – от 1474 до 1489, но е принудена да отстъпи короната си на Венецианската република. Задължена е да напусне острова и на 14 май 1489 заминава за родината си, установява се в град Асоло и живее там до смъртта си през 1510 година. Това е и краят на средновековното кралство Кипър.
В края на управлението на Лузиняните в Никозия има 250 църкви, а градът е много по-голям, отколкото по времето на венецианците – следващите, които поемат властта в столицата. Гробовете на франкските владетели се намират в католишката катедрала „Света София“, която в днешно време попада в северната, турска част на града и е превърната в джамия.

### Венецианско владение (1489 – 1571)
Венецианското господство над острова започва през от 1489 година и продължава до 1571. Никозия отново е столица, административен център и седалище на венецианските управители. Тъй като Венецианската република е много по-напреднала в областта на мореплаването и търговията, Кипър се превръща в главен пункт за акостиране на търговските галери и функционира като център на търговията с Близкия изток.
Венецианците съхраняват Никозия като столица заради изобилието от вода, мекия климат и най-вече поради стратегическото ѝ местоположение в центъра на острова. Градът се намира на почти еднакво разстояние от Пафос и Фамагуста, разположен между две планински вериги и далеч от морето. По това време Никозия има население от 56 000 души, градът е рядко населен и се простира на голяма площ. Венецианците, с техния опит за изграждане на фортификационни съоръжения, издържащи дълго на чужди нашествия, преценяват, че за да заздравят контрола си в Източното Средиземноморие, трябва да укрепят Никозия с нови стени.
Тъй като заплахата от османците е съвсем ясна, венецианските управители на Никозия подчертават в писмата си необходимостта от укрепване на всичките градове на острова. През 1562 година в Кипър е изпратен Асканио Саворняно, за да подготви общо описание на градовете и възможностите за изграждане на укрепления. В доклада си Асканио твърди, че разстоянието между морето и Никозия представлява сериозен проблем за доставката на материали, поради което не трябва да бъде укрепван отново, а да се разчита на старите градски стени.
Въпреки това, когато през 1567 година Селим II заема трона на Османската империя, венецианците изпращат на острова Джулио Саворняно, който остава в града за около девет месеца и проектира новите укрепления в съответствие с изискванията на модерната отбрана. Новите стени имат формата на звезда с 11 петоъгълни бастиона с кръгли орилони. Предвидени са само три порти – на север към Кирения, на запад към Пафос и на изток към Фамагуста. Тъй като площта, защитена от стените е много намалена, са унищожени всички сгради извън новия периметър, включително манастири, църкви и жилища. За строителството в столицата пристигат роби и работници от цялата страна, а за новите стени се използват материалите от съборените сгради. Около стените са предвидени дълбоки ровове с пиблизителна ширина от 80 метра, които е трябвало да бъдат запълнени с вода. Венецианците не успяват да завършат напълно цялото укрепление, тъй като през 1570 година турските войски обсаждат града.
Периодът на франкско управление и последвалото го венецианско присъединяват Кипър към средновековната европейска цивилизация, без да го откъсват от неговите гръцки, византийски и източни корени. През този период островът, и в частност Никозия, играят важна роля като икономически, културен и геополитически мост между Запада и Изтока.
Въпреки трудната ситуация, в която попадат жителите на страната, подчинени на чужди владетели, резултатът от културния синтез между етносите води до навлизане на европейския дух и автентичните постижения на Ренесанса в Кипър. Лузиняните, както и венецианците след тях, оставят своето влияние върху изкуството и духовния живот на хората, а следите им остават и в някои географски наименования. Като последствие от завладяването обаче, чужденците постепенно са асимилирани от коренното население, което от своя страна придава по-космополитен дух и различна културна идентичност на острова.

### Османско нашествие (1570 – 1878)
На 1 юли 1570 година около 60 000 османски войници, включително кавалерия и артилерия, пристигат на острова. След като получават минимална съпротива, те завладяват южния бряг от Пафос до Лимасол. Мустафа Паша и армията му бързо завземат Ларнака и на 22 юли се придвижват към столицата, където стигат след три дни. За защита от артилерийския огън на Никозия първоначално турците издигат 4 земни укрепления. Едното е на хълма Света Марина, на 270 метра от бастиона Подокатаро, второто е на Свети Джорджо ди Маняна, третото – на малкия хълм Маргарити и четвъртото – по веригата от хълмове на Мандия. Тези укрепления обаче са твърде далеч за нападение и затова османците правят нови, на 80 метра от крепостния ров, близо до бастионите Подокатаро, Констанца, Д'Авила и Триполи. Веднага след това започва артилерийският обстрел на града.
По това време за отбраната на града отговаря Николо Дандоло, който разполага само с 11 000 мъже. Вътрешни конфликти и неспособността му да управлява малката си армия довеждат до катастрофални последици. На 9 септември османците провеждат ожесточена атака срещу бастионите. Въпреки смелостта и жертвеготовността на защитниците, бастионът Подокатаро пада. Следва тъжна и страшна картина – свирепо клане на защитниците и благородниците, изнасилвания и грабежи. Тези, които се защитават са убити, а онези, които се предават са пленени. Загиват около 20 000 жители на Никозия. Преди да напусне града, Мустафа паша оставя гарнизон от 4000 пешаци и 1000 конници.
Островът е разделен на 16 административни области. Към управлението на Никозия са присъединени районите Орини, Китрея, Месаория, Фамагуста и полуостров Карпасия. След падането на Никозия, в града остават около 20 000 жители, а градските стени са полуразрушени. Турците влизат във владение на всичко, което е било притежание на венецианците, а католическата църква и основните християнски храмове са превърнати в джамии. Голямата католишка катедрала „Света София“ е превърната в централната джамия на Никозия – „Селимийе джамия“.
Със специално постановление са доведени и заселени християни и мюсюлмани от империята, главно от Анадола. Прозорците на жилищните сгради са зарешетени, а по улиците се разхождат забулени жени и мъже с чалми. Градските порти се заключват вечер и се отварят сутрин. Оцелелите заможни гърци се изселват във Венеция, Испания и други европейски страни. Условията за живот на останалите стават тежки.
Никозия става седалище на управителя на страната, който получава титлата белербей. В града са настанени и четири официални лица, наричани „аги“, които отговарят за събирането на такси и данъци от населението. Никозия е главното седалище и на кадията – османски съдия, който в случая освен това има и религиозните функции на върховен молла. Важна роля за историята на острова, самочувствието на хората и запазването на вярата изиграва завръщането и възстановяването на гръцката православна архиепископия в Никозия.
От 1572 до 1668 година на острова избухват 28 въстания и всички са безуспешни. През 1821 много кипърци подкрепят избухналата гръцка война за независимост от Османската империя. Членове на „Филики етерия“ посещават Кипър и убеждават гръцкото население също да се разбунтува. Това довежда до тежки репресивни мерки от страна на Османската империя. На 9 юли 1821 година със съгласието на султана, османската администрация екзекутира 486 гръцки кипърци, като ги обвинява в заговор срещу империята. Сред жертвите са включени трима епископи – Хрисантос на Пафос, Мелетий на Китион и Лаврентиос на Кирения, видни личности, духовници и обикновени хора, които са обезглавени на централния площад на Никозия, а архиепископ Киприан е обесен на същото място. В продължение на 6 месеца турски, арабски и албански войници безпрепятствано тероризират гръцкото население на острова. В този период кипърските гърци намаляват с 40 000, които или са убити или бягат от Кипър, най-вече на Йонийските острови.

### Британска колонизация (1878 – 1960)
На 23 май 1878 година, във връзка с Берлинския конгрес за корекции по Санстефанския договор, Англия подписва тайна спогодба с Турция, според която получава Кипър като важно стратегическо място, а британците от своя страна поемат задължението да защитават турските владения в Азия. На 5 юли същата година администрацията на острова официално е прехвърлена на Великобритания и Кипър става британски протекторат. Една седмица по-късно английското знаме е издигнато на бастиона Триполи и над портата към Пафос. В края на месеца в Никозия пристига първият върховен комисар генерал-лейтенант Гарнет Улсли. Той веднага налага нов тип администрация като изпраща служители във всяка област, за да контролира правораздаването и да получи цялата възможна информация за районите. Организира пощенска служба в лагера си в Манастира Кикос, далеч извън Никозия. Живее там докато за него е построено сглобяемо жилище в Строволос, на мястото на днешния президентски дворец.
Кипърци приемат англичаните като национални освободители и приветстват тяхното управление с надеждата за демокрация и просперитет, но скоро остават разочаровани. Въпреки че Великобритания дава на народа конституция и в Никозия започва да работи законодателен съвет, тя запазва абсолютната си власт. Кипърци не получават правото да участват в управлението, тъй като всички правомощия са запазени за върховния комисар и диктата на Лондон. Няколко години по-късно системата е реформирана и някои от членовете на законодателния съвет са избирани от кипърци, но в действителност тяхното участие е твърде незначително. Народът е обложен с нови тежки данъци, които да погасяват обезщетението, което британците дължат на султана за допускането им на острова.
Британският период на окупация на острова, започнал през 1878 година и завършил при извоюването на свободата на кипърци през 1960 година, се характеризира с бърз социален и икономически подем в градските зони и много по-бавен в селските. Това променя основно както облика на градовете, така и начина на живот на хората в тях.
По време на британската окупация Никозия все още изцяло се събира в границите на Венецианските стени. Градът е пълен с частни градини и щедро снабден с вода, шуртят фонтани и има изобилие от обществени чешми. Градините с лимонови и палмови дървета са навсякъде, издигат се джамии с минарета, хамами и малки занаятчийски работилнички и всичко това създава ориенталския вид на града. Жителите на столицата са също смесена тълпа от турци, гърци и арменци, с подчертани различия, но обединени от общата си любов към земята, която всички те считат за своя родина. По това време все още улиците остават неасфалтирани и тесни, пригодени само за движение на животински впрягове. През 1881 година се полага макадамова настилка и е създадена връзка с основните пътища към крайбрежните градове. Тесните улички с малки магазинчета и павилиони са затъмнени от тенти и навеси, поставени за предпазване от силното слънце и дъжда.
В градските стени е направена поредица от отвори, които дават възможност за по-бърз достъп до околностите на града. Броят им постепенно нараства, докато през 1879 година се пристъпва и към разширяване на градските порти, като се започва от тази, водеща към Пафос. Три години по-късно в горната част на днешната улица „Ледра“ е построен дървен мост, оформен е площад Елефтерия и така градската част е свързана с държавните канцеларии. През юни същата година общинските граници са разширени и градът включва една допълнителна зона на разстояние близо 500 метра навън от ъглите на бастионите. През 1931 година портата към Кирения е разширена, тъй като първите автобуси в града се оказват твърде високи, за да преминат през нея.
Просперитетът през 1920-те години води до изграждането на елегантни вили по главните пътища, излизащи от стария град, които заедно с вече построените колониални жилища създават модерна градска среда. Освен това по време на следвоенния период селата около Никозия започват да се разширяват. До 1958 година те са погълнати от столицата и се превръщат в нейни предградия. Само Строволос и Агланджия поддържат отделна идентичност и то повече административно, отколкото визуално. По това време старият град все повече се променя функционално и остава основно за търговска и занаятчийска дейност, изпъстрен с магазинчета и работилници. По отношение на малкото останали жилища, той се превръща в зона за обитаване от хора с по-ниски доходи.
Статусът на Кипър като протекторат на Британската империя, приключва през 1914 година, когато Османската империя обявява война на Антантата, към която принадлежи и Великобритания. На 2 ноември същата година Кипър е анексиран от Британия и става част от нейната империя. По време на Първата световна война Великобритания предлага на Гърция да ѝ отстъпи Кипър, ако балканската страна изпълни договорните си задължения да нападне България, но Гърция отказва. В резултат на това през 1925 година Великобритания провъзгласява Кипър за своя колония. През следващите години следват искания от гръцките кипърци за обединение с Гърция, на което се противопоставят кипърските турци и британците. Започват бунтове на кипърските гърци, през 1931 година сградата на правителството в Никозия е опожарена и това е началото на въстанието срещу британското управление. То бързо е потушено и Кипър остава под британска окупация още почти 30 години.

### Борба за независимост
През 1950 година в страната се провежда референдум, организиран от православната църква, при който по-голямата част от кипърските гърци гласуват в полза на съюз с Гърция. Въпреки това, британците не се съобразяват с него и продължават управлението си на острова. В средата на 1950-те години кипърските гърци създават Национална организация на кипърските бойци (ЕОКА), чиято цел е чрез въстание да освободи страната от британското господство и да присъедини острова към Гърция. Борбата започва на 1 април 1955 година и главната сцена на конфликтите става Никозия, като седалище на правителството и другите управляващи власти.
През октомври 1955 година в хотел „Ледра“ започват преговори между архиепископ Макариос III и британския губернатор Джон Хардинг. Преговорите са продължителни и приключват през март следващата година със заточението на Макариос на Сейшелските острови. През ноември в страната е обявено извънредно положение, което превръща столицата в арена на бойните действия с въоръжената британска армия. Насилието продължава, наложен е вечерен час, опъната е бодлива тел. Звукът на виещите сирени, убийствата и арестите стават ежедневие. Започват да наричат търговската улица „Ледра“ „Милята на убийствата“.

### Република Кипър
Подписаните споразумения в Цюрих и Лондон през февруари 1959 предвиждат период на преход от британско към кипърско управление. На 1 март 1959 година архиепископ Макариос се завръща на острова след тригодишно изгнание. Хиляди хора се събират по пътя от летището до Архиепископския дворец в Стария град на Никозия, за да го поздравят. От балкона той се обръща към огромната тълпа, изпращайки призив за приятелство, сътрудничество и обединение на всички жители и всички етноси в страната.
През 1960 година кипърският народ вдига въстание и на 1 октомври освобождава страната си от британско владичество. Конституцията на новосъздадената Република Кипър е базирана на интересите на двете големи общности в Кипър – гръцката и турската. В този момент населението с гръцки произход представлява 80% от кипърци, тези с турски произход – 18%, а останалите 2% се падат на арменци, италианци и маронити, които са присъединени към гръцката общност.
През следващите месеци в Никозия се подготвят административни и конституционни промени и островът очаква обявяването на своята независимост. На 13 декември 1959 година Макариос е избран за президент на Република Кипър, а вицепрезидент става лидерът на турската общност Фазил Кючук. Никозия е обявена официално за столица на републиката. Така през 1960 страната става независима суверенна република след векове на чуждо господство и Кипър става член на ООН и Съвета на Европа.
Три години след извоюването на независимостта настъпва конституционална криза, последвана от сблъсъци между гръцки и турски кипърци. След кратки междуобщностни конфликти, започнали на Коледа 1964 година, Никозия е разделена на гръцки и турски квартал. Разделителната линия, която минава през центъра на града, е наречена „Зелена линия“, тъй като писалката, използвана от генерал-майор Питър Йънг от ООН, с която той изтегля чертата на карта на града е зелена.

### Турска експанзия
На 20 юли 1974 година на острова нахлуват турски войски, погазвайки всякакви международни договорености. Турция използва претекста, че кипърските гърци подготвят преврат срещу законното правителство. На 14 август следва втората фаза на турското нашествие, която довежда до катастрофални последици. През юли и август съпротивата на кипърските гърци значително нараства и турските нашественици не успяват да преминат демаркационната разделителна линия в Никозия. Постоянните бомбардировки на турските самолети унищожават много сгради, болници и част от летището, което в наши дни не се използва, тъй като остава в граничната „ничия земя“. 36,2 % от кипърската територия е завзета от турската държава, въпреки многократните международни резолюции и усилията на ООН, призоваващи за зачитане на независимостта и териториалния суверенитет на Република Кипър. Днес островът живее не само с трагедията на една разделена страна, но също така и с наличието на Зелената линия, преминаваща през Никозия, която остава единствената разделена столица в света. Буферната зона днес е контролирана от ООН.

## Съвременност
На 1 май 2004 година Република Кипър е приета за равноправен член на Европейския съюз и в Никозия това се отбелязва с всенародни чествания, музика, танци, фойерверки и специални концерти.
Ситуацията през последното десетилетие с новите социално-икономически промени, открива нова ера за общността, обитаваща Никозия и стария град. С разпадането на Съветския съюз голям брой елини от гръцката диаспора, които са живели в СССР в продължение на стотици години, търсят по-добра икономическа среда. Приблизителният им брой, който пристига в столицата на Кипър, е 30 000 души. Районът на стария град, с ниските си нива на наемите и по-евтин стандарт на живот, става нов дом за голяма част от тях. В същия район се заселват и преселници от Индия, Пакистан, Шри Ланка, студенти от Китай и други. В рамките на Венецианските стени на Никозия се събират хора от всички краища на света.

## Забележителности
- Венециански стени
- Архиепископски дворец
- Галерия Левентис
- Държавна галерия на съвременното кипърско изкуство
- Етнографски музей (Къщата на Хаджигеоргакис Корнесиос)
- Кипърски музей (Археологически музей)
- Музей на византийското изкуство
- Музей на кипърските монети
- Музей на народното творчество
- Музей на националноосвободителното движение
- Музей на Общокипърската гимназия
- Нов музей на класически и спортни коли
- Общински музей Левентис
- Общокипърски географски музей – кв. Строволос
- Пощенски музей
- Природонаучен музей – кв. Лача

Храмове:
- „Свети Йоан Богослов“, катедрална православна църква в Стария град
- „Света Богородица Хрисалиниотиса“, православна църква в Стария град
- „Света Богородица Фанеромени“, православна църква в Стария град
- „Свети архангел Михаил Трипиотис“, православна църква в Стария град
- „Свети Касиян“, православна църква в Стария град
- „Свети Сава“, православна църква в Стария град
- „Свети Антоний“, православна църква в Стария град
- „Кръстът на Мисирикос“ (Ставрос ту Мисирикос, днес – Араплар джамия), православна църква в турската част на Стария град, носеща името на Анри II Йерусалимски (Анри II Лузинян), наричан в Кипър Мосю Ерикос.[17]
- „Въздвижение на Светия кръст“, католическа църква в Стария град
- Свети Харитон, католическа маронитска църква в Стария град
- „Света Варвара“, православна църква
- „Свети Павел“, англиканска църква
- „Свети апостол Андрей“, православна църква в квартал Строволос
- „Свети апостол Лука“, православна църква в квартал Строволос
- „Свети Анаргири“, православна църква в квартал Строволос
- „Свети Варнава“, православна църква в квартал Строволос
- „Свети Георги“, православна църква в квартал Строволос
- „Свети Димитър“, православна църква в квартал Строволос
- „Дева Мария Хриселеусас“, православна църква в квартал Строволос
- „Света Марина“, православна църква в квартал Строволос
- „Света София“, православна църква в квартал Строволос
- „Свети Василий“, православна църква в квартал Строволос
- „Свети Елефтерий“, православна църква в квартал Строволос
- „Свети Пантелеймон“, православна църква в квартал Енгоми
- Селимие джамия (бившата катедрала „Света София“), в турската част на Стария град
- Омерие джамия (бившата църква „Свети Августин“), в турската част на Стария град
- Байрактар джамия, в турската част на Стария град
- Хайдар паша джамия, (бившата католическа църква „Света Екатерина“), в турската част на Стария град

В непосредствена близост до Никозия се намират няколко известни византийски манастири и черкви:
- манастир „Свети Ираклий“
- манастир Махера
- манастир „Арахангел Михаил Тамасийски“
- църква „Света Богородица Хрисопилотиса“

## Транспорт
Международно летище Никозия не е използвано от 1974 г. То се намира в Буферната зона на ООН, която разделя двете части на града една от друга. Най-близкото летище е международно летище в Ларнака на около 45 km, което е и главното летище в страната. Има множество таксиметрови компании, които извършват по-голямата част от превозите на пътниците. Никозия е свързана с автомагистрали с останалите главни градове в страната: Лимасол, Пафос, Ларнака и Агия Напа.

## Спорт
В Никозия се намират най-модерните спортни съоръжения в Кипър. На националния стадион ГСП, който е и най-голям в страната, с капацитет 22 859 зрители, играят домакинските си мачове отборите на Омония и АПОЕЛ, както и състезаващият се във втора кипърска дивизия Олимпиакос. В града се намира и най-голямата баскетболна зала „Елефтерия“ с капацитет 6 800 зрители, на която домакинстват Омония, АПОЕЛ и националният отбор. В града е и волейболната зала „Левкотео“ – 2 300 зрители.

## Известни личности
Родени в Никозия
- Вамък Волкан (р. 1932), психиатър
- Адамантиос Диамантис (р.1900), художник, реалист
- Йоанис Кисонергис (р.1889), художник, пейзажист
- Христос Стилианидис (р. 1958), политик

Починали в Никозия
- Рауф Денкташ (1924 – 2012), политик
- Тилемахос Кантос (1910 – 1993), живописец, постимпресионист
- Якоб I (1334 – 1398), крал

Други
- Йоанис Дельос (1853 – 1919), педагог, директор на Общокипърската гимназия през 1893 – 1895

## Побратимени градове
- Абу Даби, ОАЕ от 2004 г.
- Атина, Гърция от 28 юни 1988
- Вършец, България
- Одеса, Украйна
- Бейрут, Ливан
- Шверин, Германия от 1974 г.
- Шираз, Иран от 1999 г.
- Букурещ, Румъния от 2004 г.
- Шанхай, КНР от 2004 г.